# Кременецкий табачно-ферментационный завод
Кременецкий табачно-ферментационный завод (укр. Кременецький тютюно-ферментаційний завод) — предприятие в городе Кременец Кременецкого района Тернопольской области Украины.

## История
Табачная фабрика в Кременце была построена и начала работу в 1938 году, это было небольшое предприятие с низким уровнем технического оснащения и небольшими объемами производства
В сентябре 1939 года Кременец заняли части РККА. В дальнейшем, на всех предприятиях был введён 8-часовой рабочий день.
В январе 1940 года Кременец стал районным центром и получил статус города, что способствовало его развитию как экономического центра.
В ходе Великой Отечественной войны 27 июня 1941 года начались бои на подступах к городу. С 22 июля 1941 1941 года до 18 марта 1944 года город был оккупирован немецкими войсками, но после освобождения предприятие было восстановлено и уже летом 1944 года возобновило работу как Кременецкая табачная фабрика.
После окончания войны предприятие было реконструировано, оснащено новым оборудованием и получило новое название - Кременецкий табачно-ферментационный завод.
В целом, в советское время завод входил в число ведущих предприятий города.
После провозглашения независимости Украины государственное предприятие было преобразовано в закрытое акционерное общество.